# Hradišťko II
Hradišťko II je vesnice, část obce Žiželice v okrese Kolín ve Středočeském kraji. Nachází se asi 2,2 kilometru jihovýchodně od Žiželic. V blízkosti vesnice leží Proudnický rybník a protéká řeka Mlýnská Cidlina. Hradišťko II je také název katastrálního území o rozloze 4,5 km².

## Historie
První písemná zmínka o vesnici pochází z roku 1299.
Ve vsi Hradištko (přísl. Rozehnaly, 471 obyvatel, samostatná obec se později stala součástí Žiželic) byly v roce 1932 evidovány tyto živnosti a obchody: družstvo pro rozvod elektrické energie v Hradišťku, 2 hostince, 2 kováři, krejčí, 2 mlýny, obuvník, pokrývač, 2 obchody se smíšeným zbožím, spořitelní a záložní spolek pro Hradišťko, 3 tesařští mistři, trafika.

## Obyvatelstvo
| Rok            | 1869 | 1880 | 1890 | 1900 | 1910 | 1921 | 1930 | 1950 | 1961 | 1970 | 1980 | 1991 | 2001 | 2011 | 2021 |
| -------------- | ---- | ---- | ---- | ---- | ---- | ---- | ---- | ---- | ---- | ---- | ---- | ---- | ---- | ---- | ---- |
| Počet obyvatel | 336  | 320  | 345  | 331  | 334  | 345  | 337  | 261  | 263  | 230  | 202  | 158  | 139  | 147  | 152  |
| Počet domů     | 46   | 50   | 50   | 54   | 59   | 65   | 72   | 73   | 68   | 66   | 61   | 68   | 71   | 71   | 72   |

## Obecní správa
Při sčítání lidu v letech 1850–1964 bylo Hradišťko II samostatnou obcí, se kterým patřilo nejprve do okresu Nový Bydžov, ale od roku 1960 v okrese Kolín. Od 14. června 1964 je částí obce Žiželice v okrese Kolín.

## Pamětihodnosti
Na severním okraji vesnice se dochovaly nevýrazné pozůstatky hradu, založeného na konci třináctého století. Ve čtrnáctém století hrad získali Rožmberkové, během husitských válek Vartenberkové a po nich Valdštejnové, kteří ho roku 1493 prodali králi Vladislavovi II. Na počátku šestnáctého století hrad zpustl.

## Fotogalerie

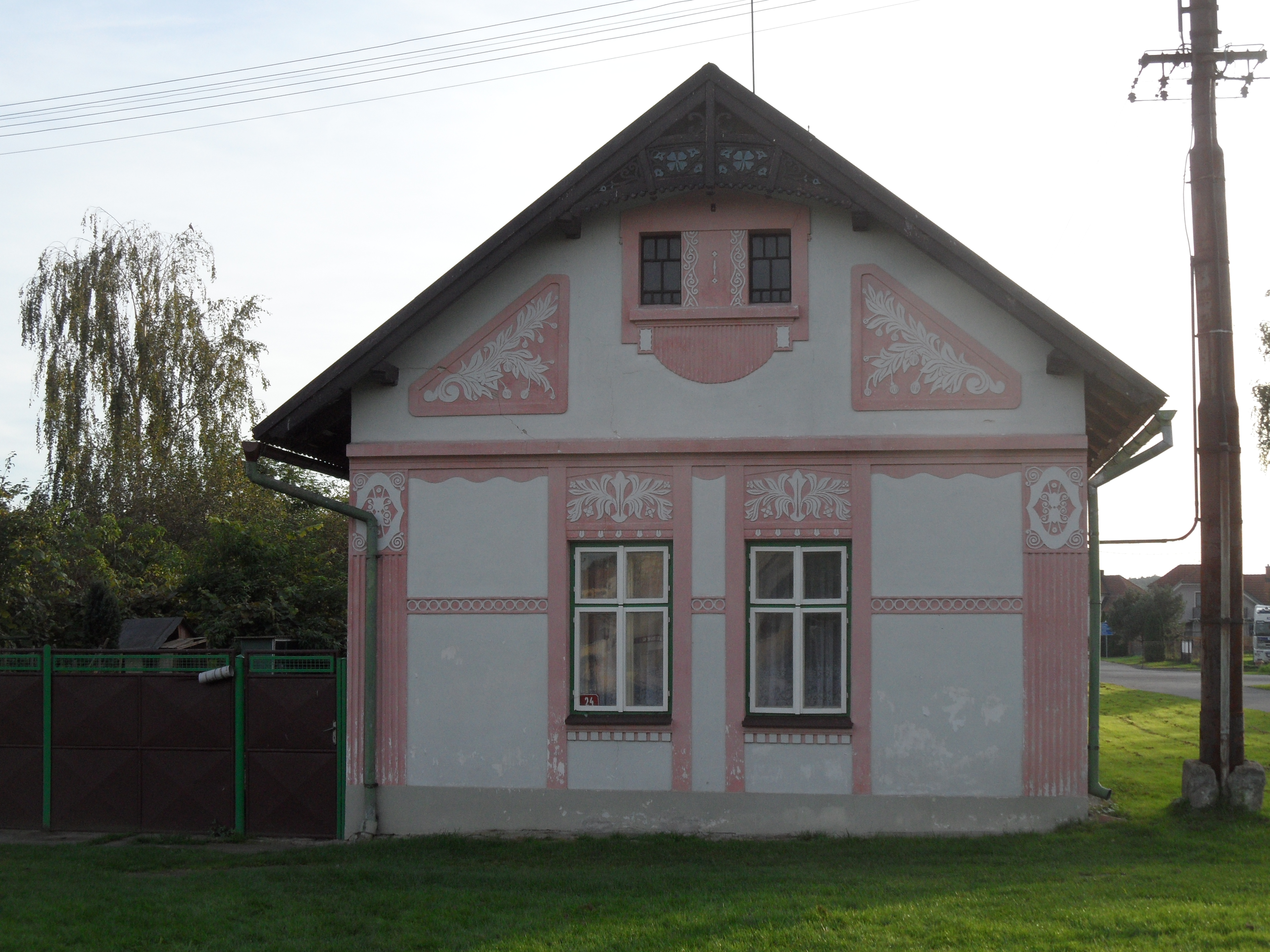
Dům se štítem
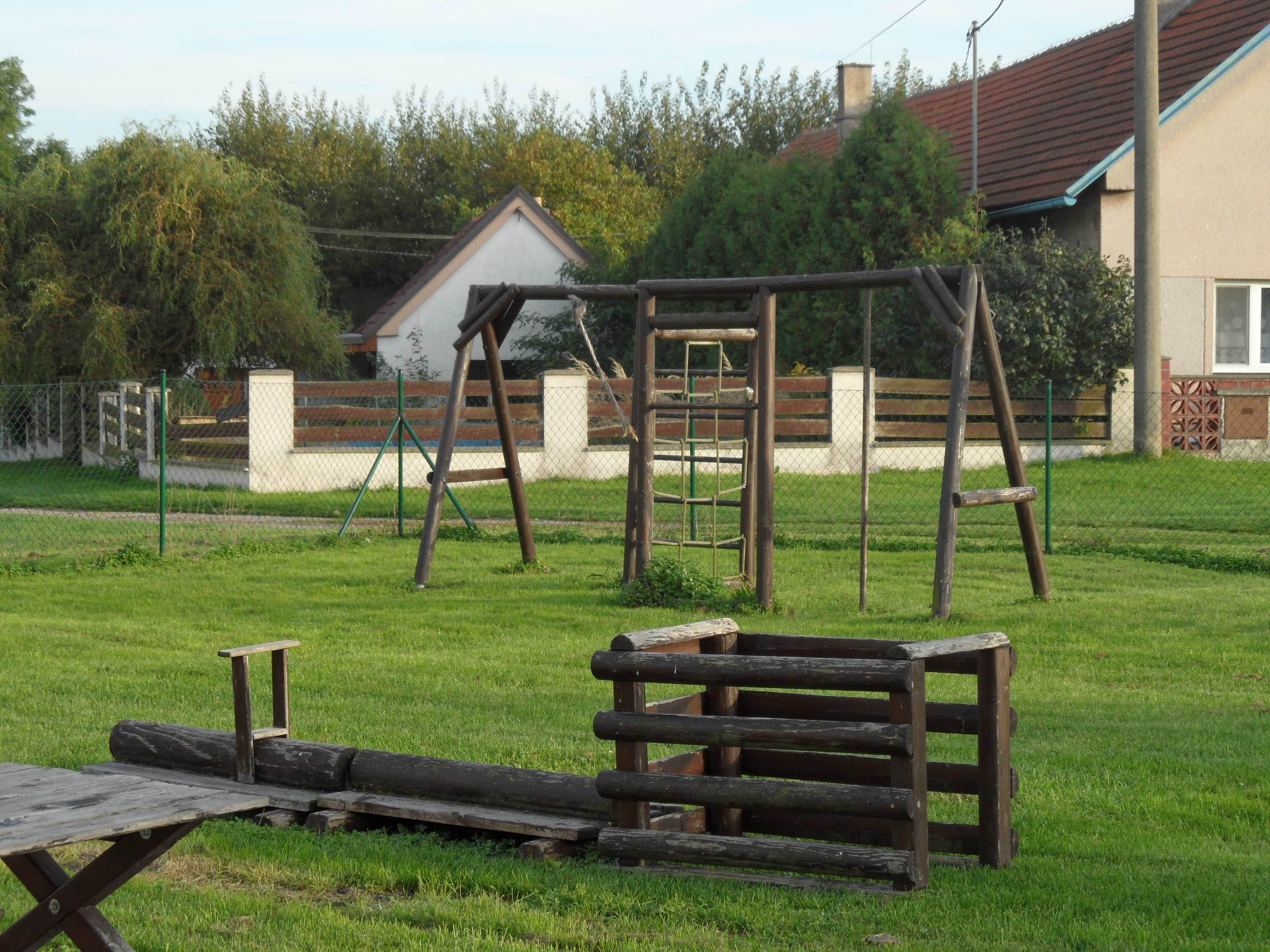
Dětské hřiště
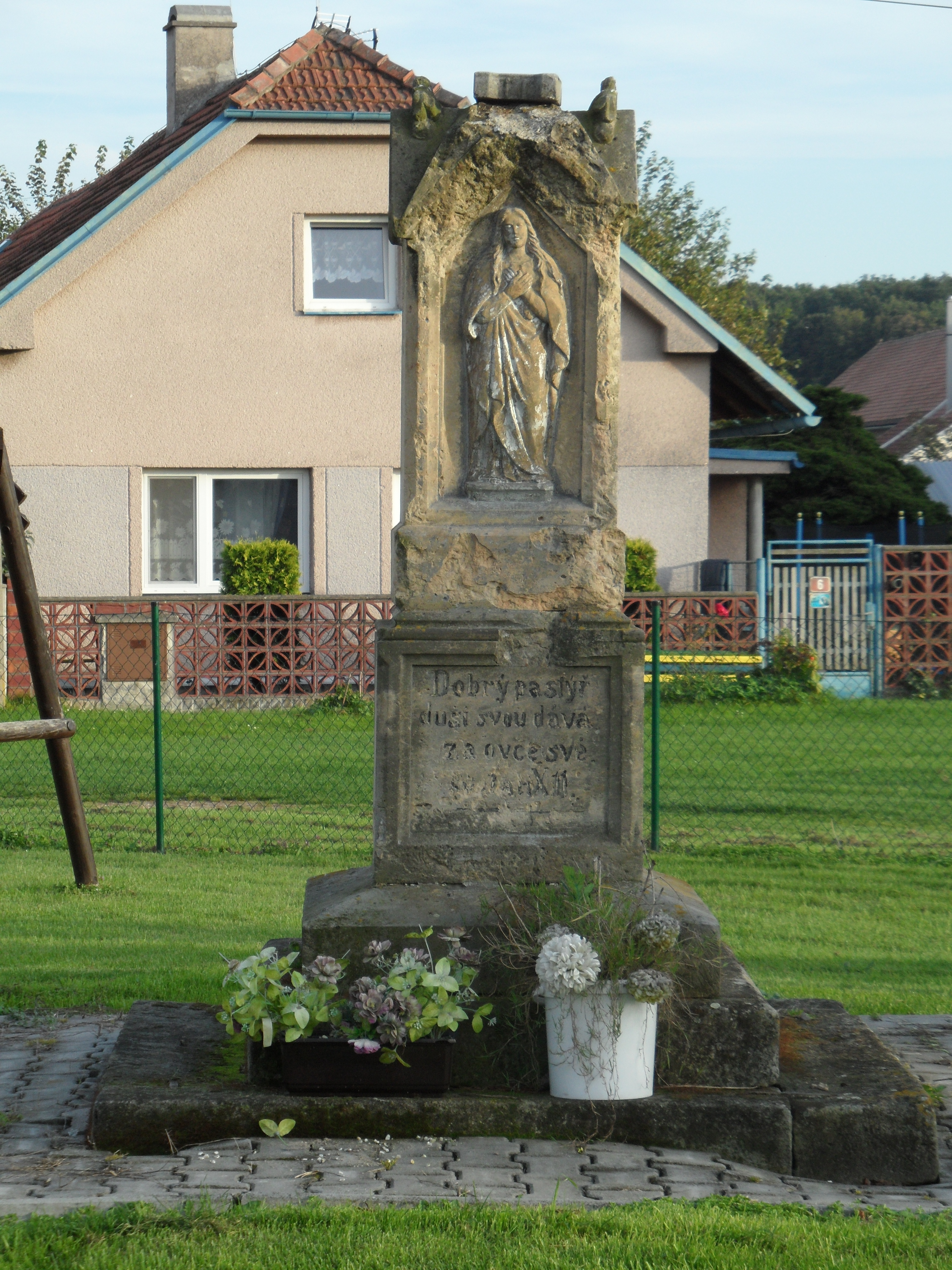
Socha
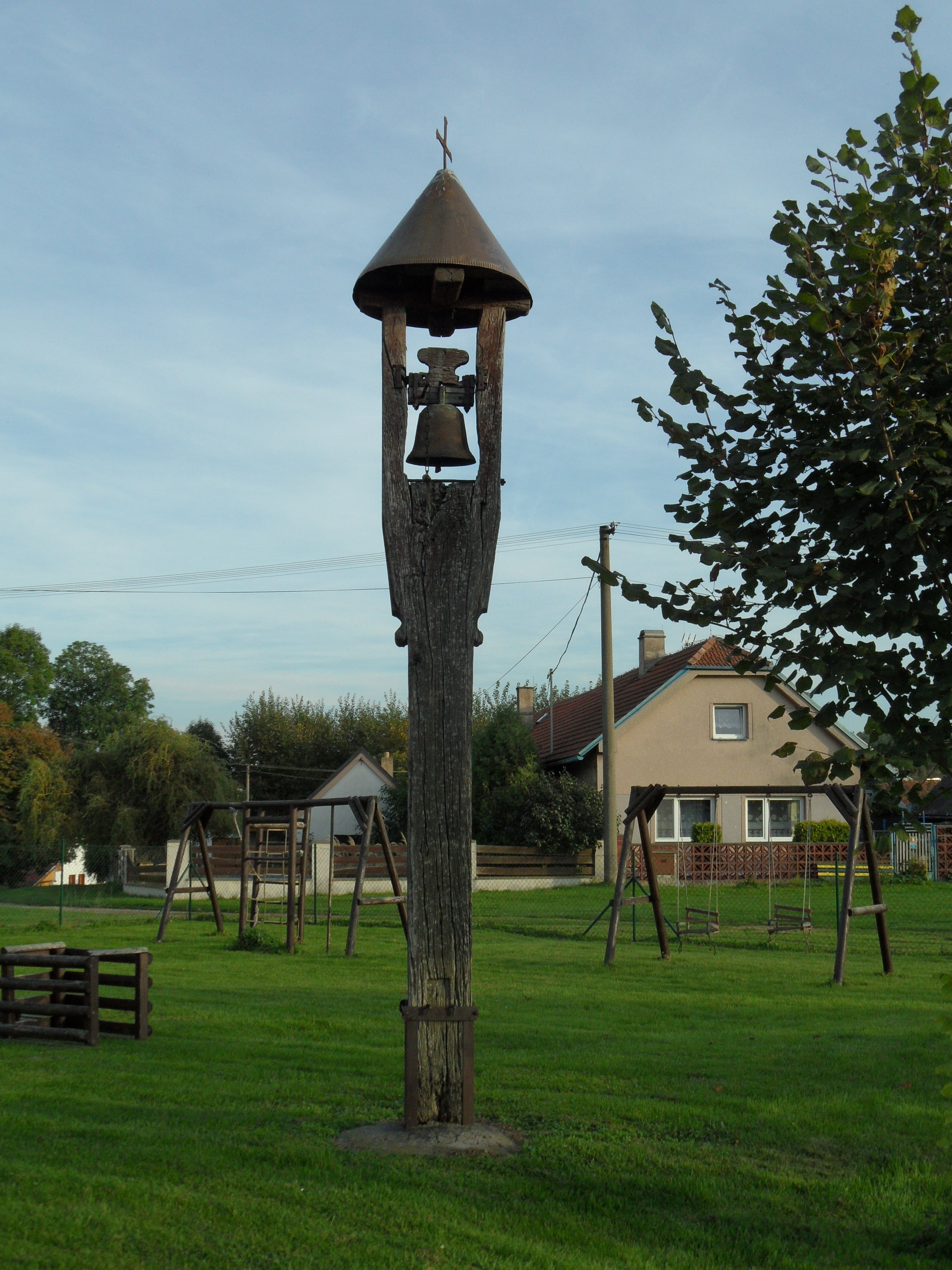
Zvonička